# سن پترزبورگ–تامپا ایربوت لاین
سن پترزبورگ-تامپا ایربوت لاین (به انگلیسی: St. Petersburg-Tampa Airboat Line) یک شرکت هواپیمایی آمریکایی بود که در تاریخ ۱۹۱۳ میلادی تأسیس شد و در تاریخ ۱ ژانویه ۱۹۱۴ فعالیتش را آغاز کرد. این شرکت پروازهایی میان سن پترزبورگ، فلوریدا و تمپا، فلوریدا انجام می‌داد.